# 黒海洪水説
黒海洪水説（こっかいこうずいせつ、英: Black Sea deluge）は、先史時代、具体的には後氷期初期のある時点で、それまで淡水湖であった黒海が地中海と連結し、急速に海水で満たされることにより大洪水が起こったとする仮説である。この説は1996年12月にニューヨーク・タイムズに発表されて大きな話題となった。

## 概要
1998年に、コロンビア大学の地質学者ウィリアム・ライアン（William Ryan）とウォルター・ピットマン（Walter Pitman）は、紀元前5600年頃ボスポラス海峡を通る大洪水が起こったという証拠を発表した。氷河の溶けた水が黒海とカスピ海を巨大な淡水湖にした一方で、世界の海水面は低いままであった。複数の淡水湖はエーゲ海に注ぎつつあった。氷河が後退したので、黒海に注ぐ河川は、水量を減じ、北海に出口を見出し、水面は蒸発によって低くなった。やがて紀元前5600年頃、海水面が上昇したので、上昇する地中海は最後にはボスポラス海峡の“岩盤上の溝”（a rocky sill）を通じてあふれたと、ライアンとピットマンは推測した。これにより 60,000 mile² (155,000 km²)の土地が水浸しになり、黒海の海岸線をはっきりと北方および西方に広げた。ライアンとピットマンは以下の様に記している: 
| 「 | ナイアガラの滝を一日に流れ落ちる量の200倍にあたる10立方マイル [42 km³] もの水が毎日流れ込んだ。 …ボスポラス峡谷は怒濤のごとく荒れ狂い、それが少なくとも300日以上続いた。 | 」 |

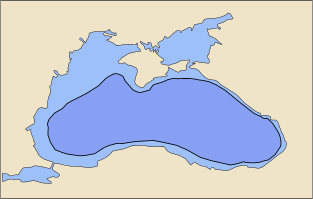
現在の黒海(明るい青)とライアンとピットマンの説による紀元前5600年の黒海

この時までに既に新石器時代農業は、パンノニア平原に達していたが、著者たちは、その拡大を、仮定された洪水によって移動を余儀なくされた人々と関連づけた。生き残った人々のこの出来事に関する記憶が、ノアの洪水伝説の起源であるという説がある。この説に対する最初の抵抗は、聖書（『旧約聖書』）『創世記』ノアの方舟（アララット山参照)との詳細な相互関係をさがす、あるいは、低いチグリス川およびユーフラテス川の渓谷を形成した同様の海進を原型と見なしたい人々から出た。  
地球学者らもこの結論に反対した。レンセラー工科大学のテオフィロ・A・アブラハノJr.（Teofilo A. "Jun" Abrajano Jr.）や彼のカナダ人の同僚であるニューファンドランドメモリアル大学のアリ・アクスー（Ali Aksu）といった海洋学者による最近の調査では、この大洪水説にいくつかの疑問を投じている。アブラハノのチームはマルマラ海で腐泥の堆積物を発見し、少なくとも1万年の間、地中海と黒海の間の相互作用が持続しているとの結論を出している:
| 「 | ノアの箱船の仮説を正すため、推測された大洪水の前に黒海とマルマラ海の間に水の流れが存在しなかったことを考えなければならない。我々はこの説が間違いだと考えている。 | 」 |

一連の調査で、ロバート・バラード（Robert Ballard）を隊長とするチームは現在のトルコの黒海沿岸からおよそ100m沖の水中で、古代の海岸線、淡水産の巻き貝の殻、沈んだ渓谷、加工された木材と人工構造物と思われるものを発見した。巻き貝の殻は放射性炭素年代測定で約7000年前の物であると分かった。
ニュー・サイエンティスト誌（2002年5月4日号、13頁)の論文によると、研究者達はボスポラス海峡の南で海底扇状地を発見している。紀元前8千年紀に黒海から出て行く淡水の強い流れの痕跡が存在した。
その後、1998年から2005年にかけて「ASSEMBLAGEプロジェクト」の一環として行われた黒海堆積物の調査、さらにブルガリア海洋学会による「ノア・プロジェクト」の調査がピットマン･ライアン論を支持することとなった。さらに、マーク・シドール（Mark Siddall）が計算によって予測した海底谷が、実際に発見されている。
この仮説はいまだ考古学者の間で議論の的であり続けている。
また、この仮説は先インド・ヨーロッパ人（先印欧語を話した人々）の拡散と関連づけられることもある。

## 神話の洪水との同一視
黒海洪水は様々な大洪水神話、とりわけノアの大洪水と関連づけられている。
ビブリカル・アーキオロジー・レビュー誌の編集者ハーシェル・シャンクス（Hershel Shanks）はこう言う。「現代の批判的な聖書学者はみな、ノアの大洪水はただの伝説にすぎないと見なしています。他にも大洪水神話は存在します。しかし、もしあなたがノアの大洪水の中に黒海洪水を見出そうとするならば、誰がそれは違うと言えるんでしょうか？」
キリスト原理主義者はノアの大洪水は、黒海周辺地域でのみ起こった洪水ではなく、この惑星のあらゆる大陸に傷痕を残した全世界的な洪水であると主張しているし、 そして、洪水の時期も間違っていると主張している。だが、この原理主義者たちの意見（ノアの箱舟の洪水は全世界的なものであったというもの）は科学との整合性は取れていない。伝説の通りということになれば、世界中の海水の量の3倍もの水が急速に出来て、それからまた消えなければいけないし、何百万種もの陸上にすむ生物の固有種が一箇所に集められ、それからまた元住んでいた場所に戻されなければいけないからである。
また、この伝説はアトランティス神話と同一視されることもある。